# Acerra
Acerra je mesto v italijanski deželi Kampanija. Leži okoli 15 km severovzhodno od Neaplja. Mesto je konec leta 2023 imelo 58.507 prebivalcev.
Acerra je najstarejše mesto v deželi, saj je bila prva starorimska provinca, ki je dobila naziv civitas sine suffragio leta 332 pr. n. št. V zgodnjem Srednjem veku je bila Acarra langobardska grofija, v posesti družin Medania in Aquno. Graščina iz leta 826 je bila uničena, mesto pa oplenjeno s strani Saracenov leta 881. Pod Normani je bila graščina ponovno obnovljena.